# 井細田站
井細田站（日语：／ Isaida eki */?）是位於神奈川縣小田原市扇町三丁目21番1號，伊豆箱根鐵道的大雄山線車站。車站編號為ID03。

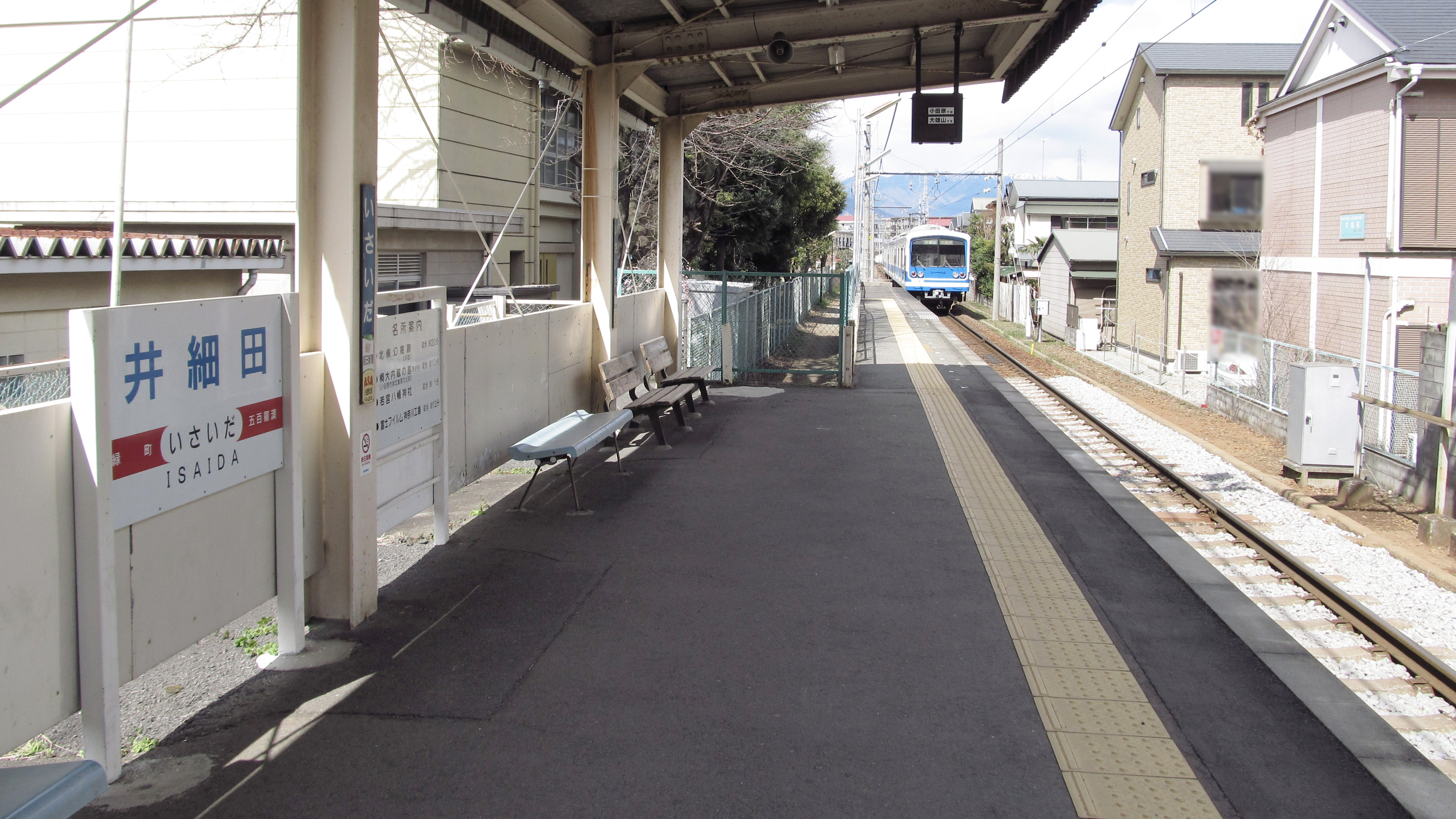
月台（2014年3月）

## 歷史
- 1926年（大正15年）11月24日 - 車站啟用[1]。

## 車站構造
此站是地面車站，設有1面1線的單式月台。月台位於路軌西邊並鄰接車站大樓，月台與大樓之間設有樓梯。
此站是無人車站。在早上和晩上通勤時段中，委托了職員負責回收車票（檢票）。車站大樓是一座混凝土建築物，大樓內設有伊豆箱根鐵道的房地產中心，於2006年（平成18年）3月15日廢止。大樓內設有自動售票機和車票發行機，另外也設有車票回收員的辦公室。此站設有IC卡簡易閘機。

## 使用狀況
以下為各年度1日平均乘車人次變化。
| 年度   | 1日平均 乘車人次 |
| ------ | ---------------- |
| 1998年 | 1,498            |
| 1999年 | 1,474            |
| 2000年 | 1,435            |
| 2001年 | 1,427            |
| 2002年 | 1,395            |
| 2003年 | 1,399            |
| 2004年 | 1,399            |
| 2005年 | 1,434            |
| 2006年 | 1,402            |
| 2007年 | 1,404            |
| 2008年 | 1,433            |
| 2009年 | 1,350            |
| 2010年 | 1,268            |
| 2011年 | 1,270            |
| 2012年 | 1,335            |
| 2013年 | 1,532            |
| 2014年 | 1,572            |
| 2015年 | 1,645            |
| 2016年 | 1,720            |
| 2017年 | 1,732            |
| 2018年 | 1,747            |

## 車站周邊
車站西邊鄰近小田原市立足柄小學。在西北方300米處設有小田急小田原線的足柄站。與五百羅漢站，三站比較接近。另外，站前的道路和行人道十分狹窄。
- 富士菲林神奈川工廠小田原場地
- 小田原高等看護專門學校
- 亞馬遜小田原配送中心

## 巴士路線
在車站對出路邊設有井細田站前巴士站。當中設有以下巴士路線停靠。當中，沒有從小田原站出發的逆向巴士路線。
- 伊豆箱根巴士（日语：伊豆箱根バス）
  - 前往小田原站 ※ 平日4班、星期六與假日2班
  - 經市政廳前往小田原站 ※ 平日1班

## 相鄰車站
伊豆箱根鐵道
■大雄山線
綠町（ID02）－井細田（ID03）－五百羅漢（ID04）

## 注腳
1. ↑  「小田原市史 別編 年表」小田原市編集（2003年3月20日發行）p.296
2. ↑  神奈川縣縣勢要覧（平成12年度）227頁
3. 1 2  神奈川縣縣勢要覧（平成13年度）229頁
4. 1 2  神奈川縣縣勢要覧（平成15年度）227頁
5. 1 2  神奈川縣縣勢要覧（平成17年度）229頁
6. 1 2  神奈川縣縣勢要覧（平成19年度）231頁
7. 1 2  神奈川縣縣勢要覧（平成21年度）245頁
8. 1 2  神奈川縣縣勢要覧（平成23年度）
9. 1 2  神奈川縣縣勢要覧（平成25年度）
10. 1 2  神奈川縣縣勢要覧（平成27年度）
11. ↑  神奈川縣縣勢要覧（平成28年度）
12. 1 2  神奈川縣縣勢要覧（平成30年度）
13. ↑  神奈川縣縣勢要覧（令和元年度）

## 外部連結
- 伊豆箱根鐵道　井細田站 （页面存档备份，存于）（日語）